# Xu Gang
Dans ce nom, le nom de famille, Xu, précède le nom personnel.
Xu Gang (chinois simplifié : 徐刚 ; chinois traditionnel : 徐剛 ; pinyin : Xú Gāng), né le 28 janvier 1984 à Shanghai, est un coureur cycliste chinois.

## Biographie
Gang Xu commence sa carrière en 2005 avec l'équipe chinoise Marco Polo. Dans sa première année, il termine troisième au classement général du Tour de la mer de Chine méridionale. L'année suivante il court pour l'équipe néerlando-japonaise Skil-Shimano et, plus tard rejoint en tant que stagiaire l'équipe ProTour italienne Lampre-Fondital. Après cette expérience sans lendemain, il retourne en Asie avec l'équipe continentale Hong Kong, où il devient champion de Chine de la course en ligne.
En 2008, il finit deuxième du championnat de Chine et remporte le Tour de la mer de Chine méridionale.

## Palmarès
- 2005[1]
  - 3e du Tour de la mer de Chine méridionale
- 2007
  -  Champion de Chine sur route
- 2008
  - Classement général du Tour de la mer de Chine méridionale
  - 2e du championnat de Chine sur route
- 2009
  -  Champion de Chine sur route
  -  Médaillé d'argent du contre-la-montre par équipes aux Jeux de l'Asie de l'Est
- 2011
  - 3e étape du Tour de Corée
- 2012
  -  Champion de Chine sur route

## Résultats sur les grands tours

### Tour d'Italie
- 2015 : abandon (16e étape)

## Classements mondiaux
| Année           | 2006 | 2007 | 2008 | 2009 | 2010 | 2011 | 2012 | 2013  | 2014 | 2015 |
| --------------- | ---- | ---- | ---- | ---- | ---- | ---- | ---- | ----- | ---- | ---- |
| UCI World Tour  |      |      |      |      |      |      |      |       | nc   | nc   |
| UCI Asia Tour   | 79e  |      | 24e  | 35e  | 270e | 240e | 304e |       |      |      |
| UCI Europe Tour |      |      |      |      |      |      |      | 1152e |      |      |